# Langental (Gröden)

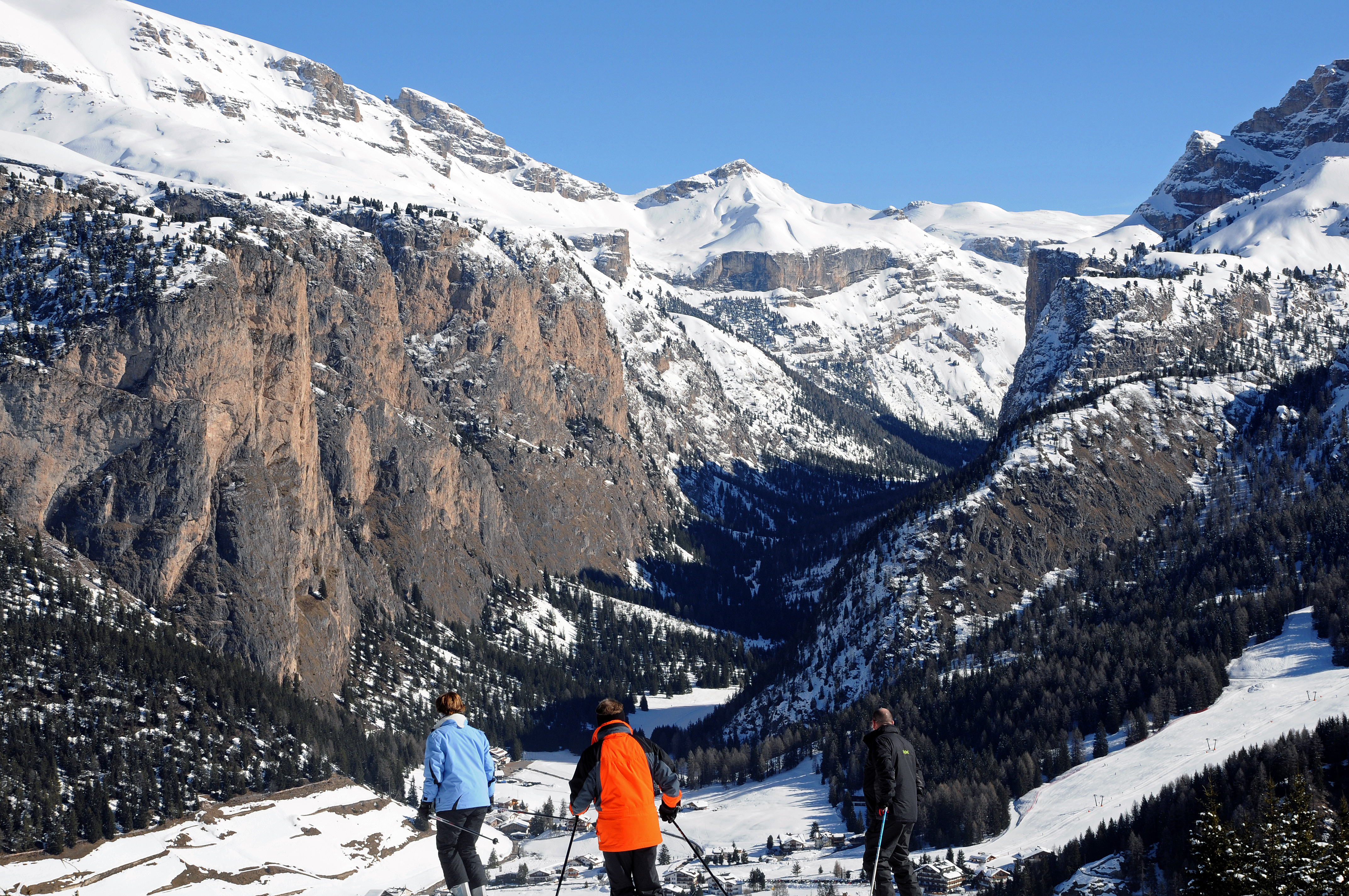
Das Langental vom Ciampinoi aus

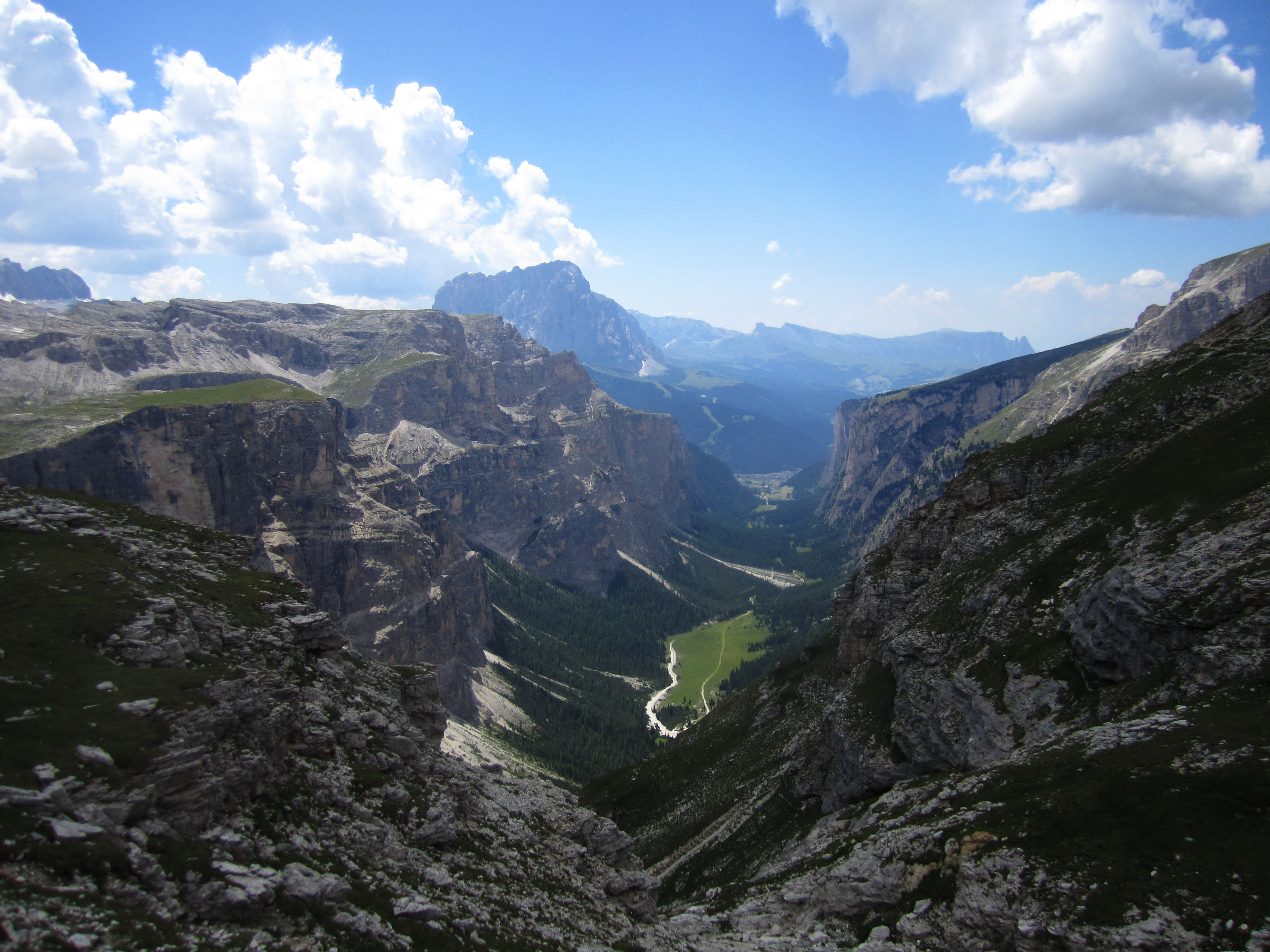
Langental

Das Langental (ladinisch Val oder Val longia; italienisch Vallunga) ist ein u-förmiges Trogtal in Südtirol, das bei Wolkenstein von Gröden abzweigt und Richtung Nordosten in die Puezgruppe hineinführt. Das Tal wird im Nordwesten von der Stevia und vom Col dala Pieres, im Norden vom Piz Duleda, den Puezspitzen und dem Puezkofel begrenzt. Östlich zweigen die zwei Seitentäler Lietres und Chedultal (Aussprache: Kedultal) ab, die (von Süden nach Norden) durch die Kämme der Cirspitzen, des Mont de Sëura und des Col Turont abgetrennt werden. Das gesamte Gebiet ist Teil des Naturparks Puez-Geisler.
Im Sommer bietet das Tal viele Wanderwege und im Winter eine lange Langlaufloipe.
Mitten in den Felsen am Eingang der rechten Talseite erhebt sich die Burgruine Wolkenstein. In der Talsohle steht die Sylvesterkapelle mit Fresken aus dem 18. Jahrhundert.

## Toponomastik
Siehe dazu die Karte der ladinischen Namen der Umgebung.

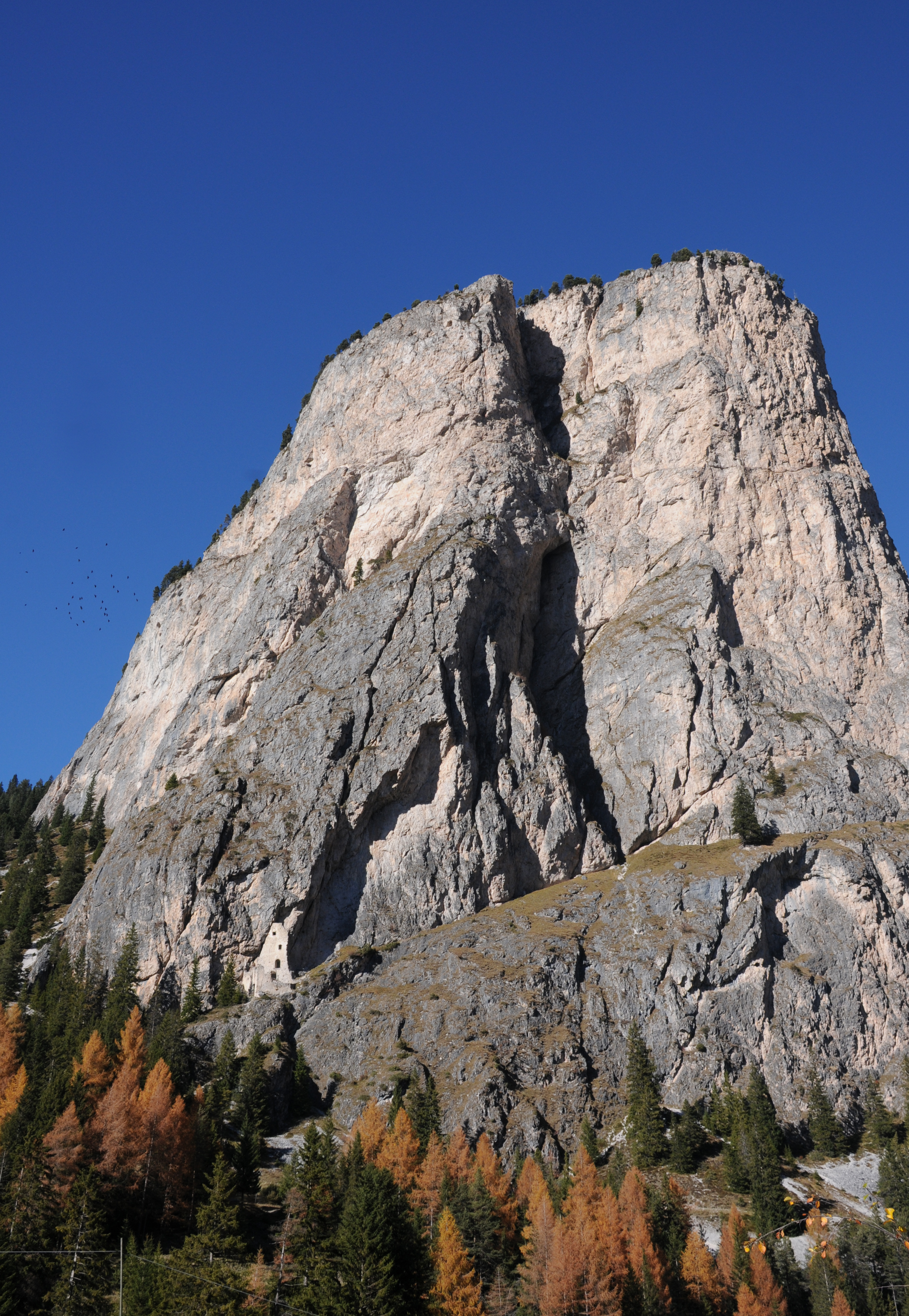
Ein Steviaturm am Eingang des Langentals mit der Burgruine Wolkenstein
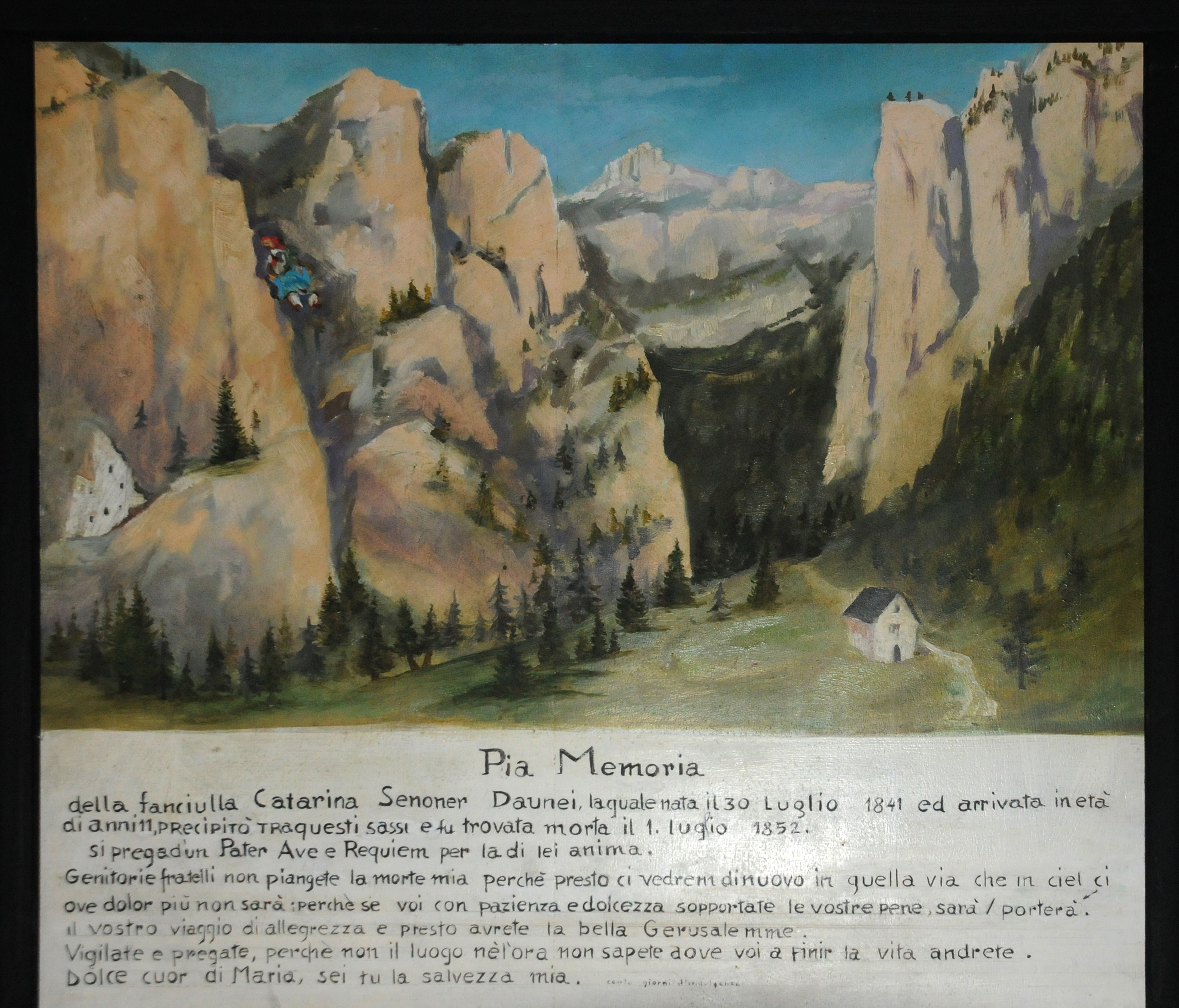
Tafel in der Sylvesterkapelle zum Gedenken an den Absturz eines Mädchens von den Steviafelsen im Jahr 1852
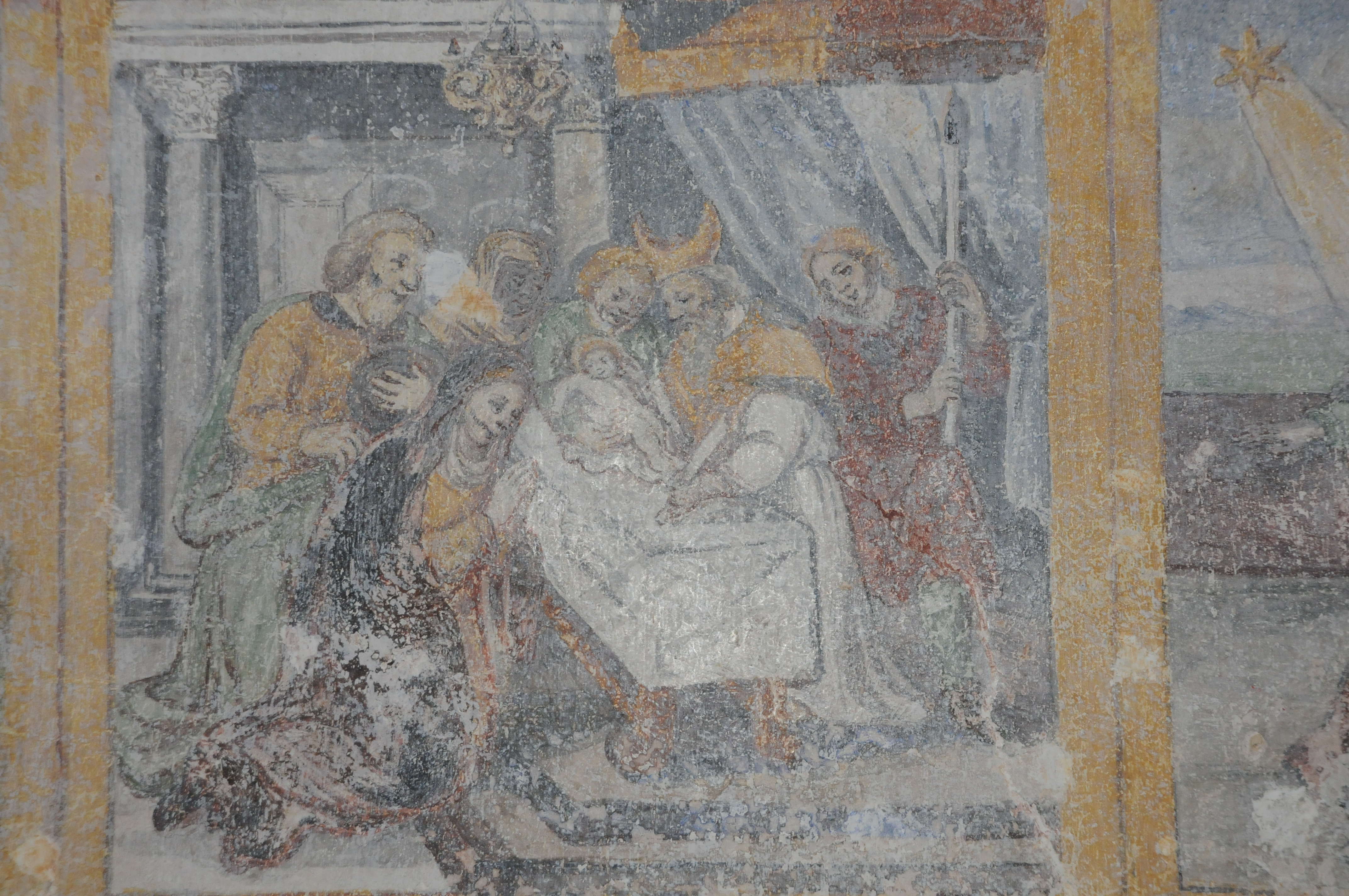
Fresko in der Sylvesterkapelle
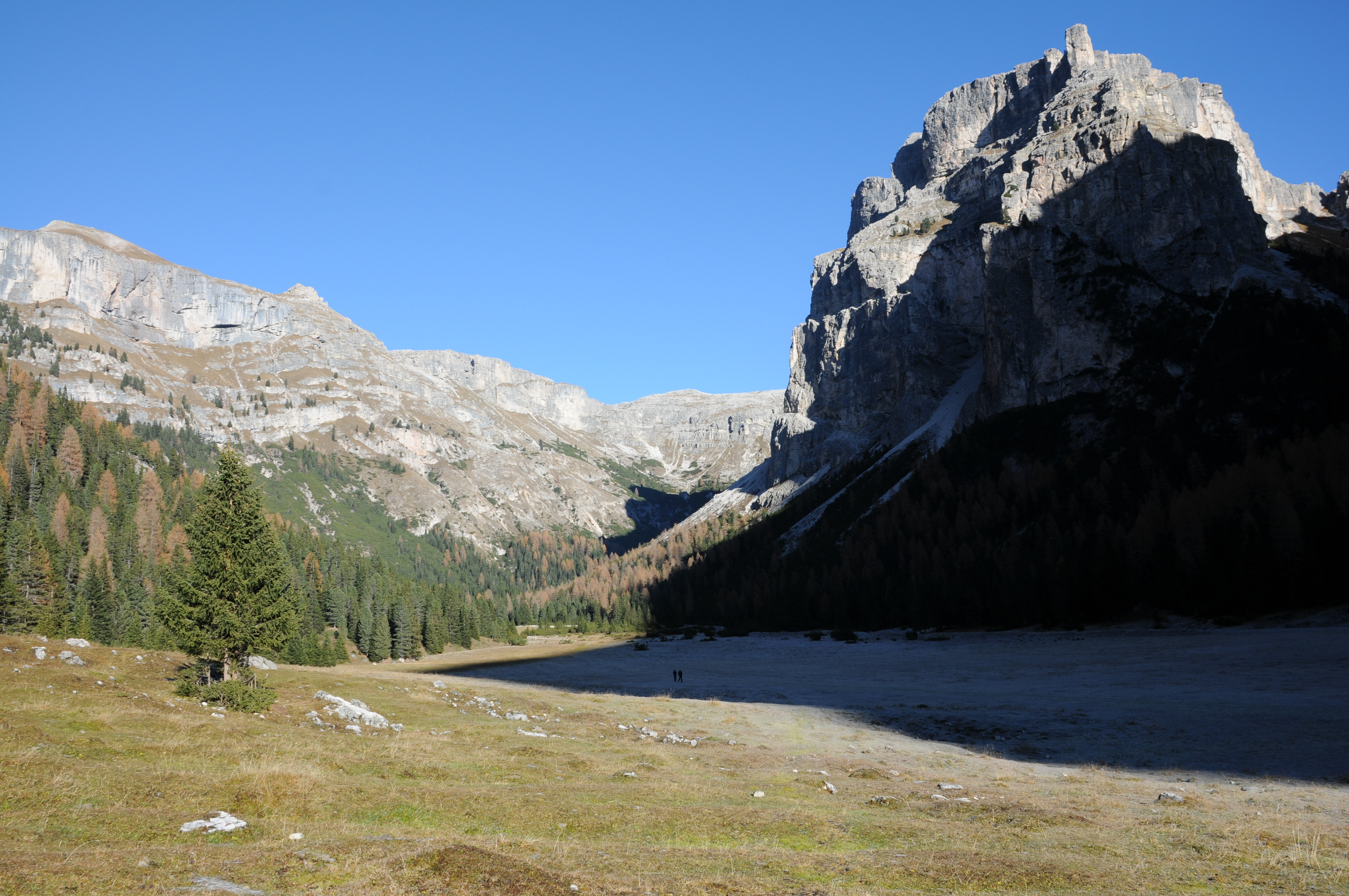
Der Talboden bei Pradari mit dem Lietresturm
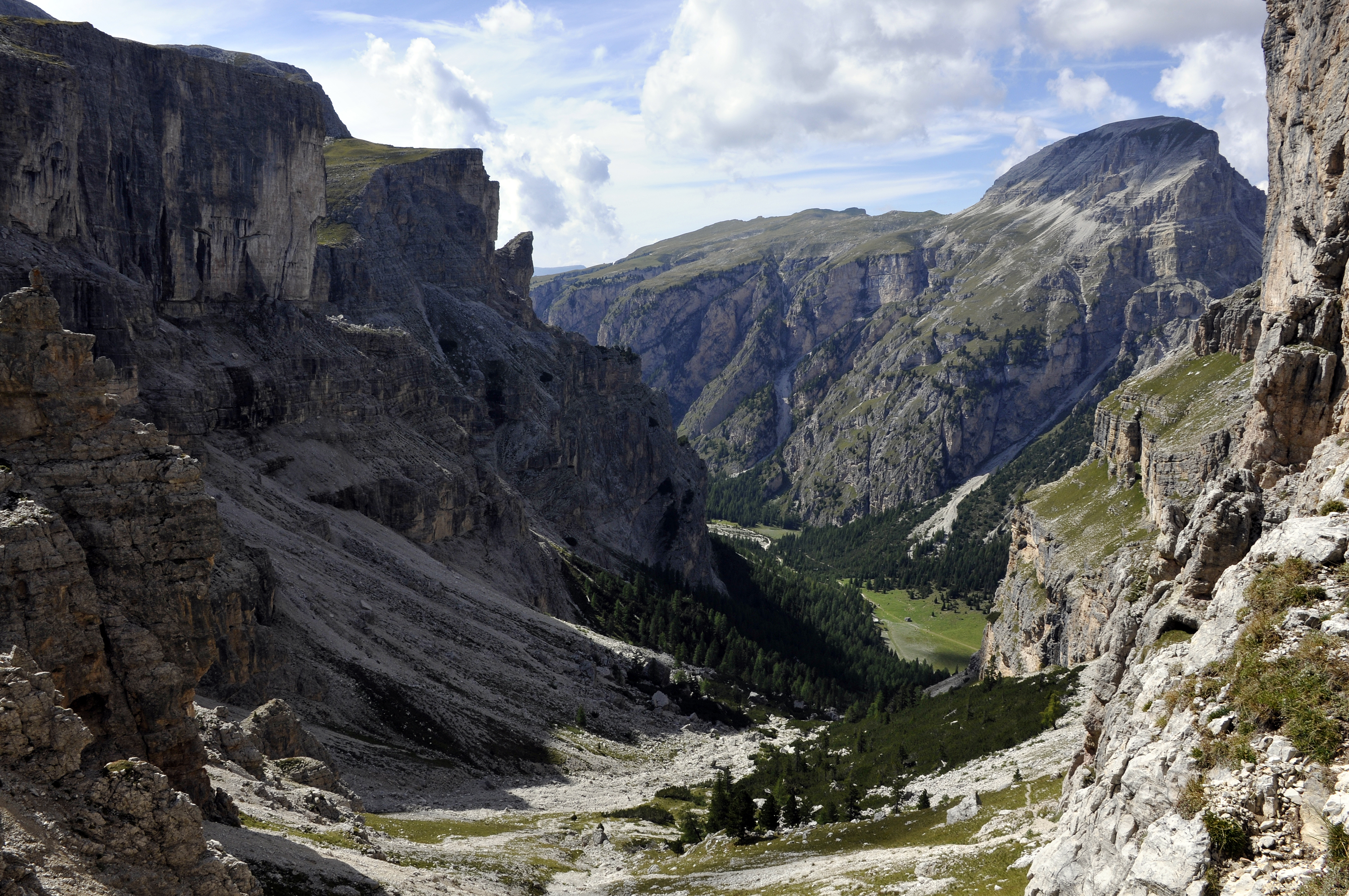
Das Lietres-Tal